# Petar Danov

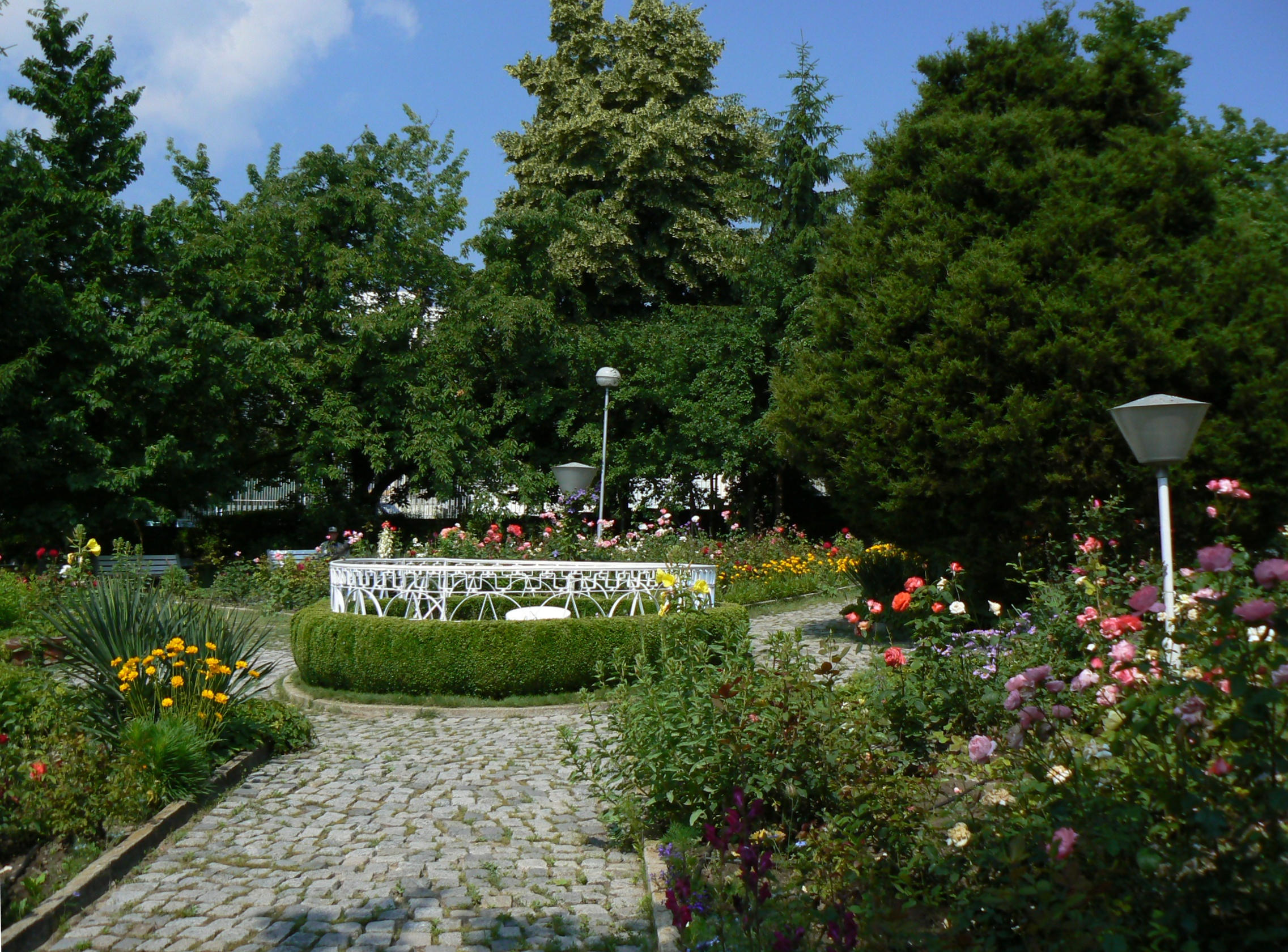
Hrob Petara Denova v Sofii

Petar Konstantinov Danov (bulharsky Петър Константинов Дънов, nazývaný též Beinsá Dunó, Беинсá Дунó; 11. července 1864 – 27. prosince 1944) byl bulharský mystik a duchovní učitel, zakladatel školy tzv. ezoterního křesťanství. V Bulharsku je považován za významnou osobnost, v anketě Velcí Bulhaři z roku 2006, která hledala největší osobnosti národa, obsadil druhé místo.
Jeho škola nesla název Škola univerzálního bílého bratrstva (Школа на Всемирното Бяло братство). Věnoval se též frenologii.
Vytvořil systém duchovně-tělesných cvičení Panevrhythmie, která se skládá ze trí části – 1) 28 cvičení, 2) Sluneční paprsky, 3) Pentagram.